# Shefayim
Shefayim (hebreiska: שפיים) är en ort i Israel.   Den ligger i distriktet Centrala distriktet, i den norra delen av landet. Shefayim ligger 56 meter över havet och antalet invånare är 1 100.
Terrängen runt Shefayim är platt. Havet är nära Shefayim västerut. Runt Shefayim är det mycket tätbefolkat, med 5 399 invånare per kvadratkilometer. Närmaste större samhälle är Tel Aviv, 15,7 km söder om Shefayim. Runt Shefayim är det i huvudsak tätbebyggt.